# Francisco Valls
Francisco (ook wel Francesco, of Francesc) Valls i (ook wel: y) Galan (ca. 1672 - Barcelona ?, 3 juni ? 1747?) was een Spaans musicus, componist en muziektheoreticus, vooral bekend van zijn - destijds controversiële - Missa Scala Aretina.

## Leven
Over zijn leven is relatief weinig bekend. Zeker is dat hij op 13 januari 1696 werd aangesteld als kapelmeester van de kerk Santa María del Mar in Barcelona. Eveneens zeker is dat hij op 17 december van dat jaar werd aangesteld als koormeester van de kathedraal van dezelfde stad. Hij was toen nog slechts een jonge man, ongeveer vierentwintig jaar oud, maar uit de bewaarde benoemingsakte moet wel blijken dat hij als een getalenteerd musicus gold. Uit diezelfde akte blijkt bovendien dat Valls niet gesolliciteerd had op de functie, maar door het kapittel was aangezocht en vervolgens aangesteld. Rond 1726 zou hij ontslag genomen hebben als dirigent van koor en orkest van de kathedraal, naar men aanneemt om redenen van gezondheid. Niettemin bleef hij het kathedrale koor tot aan zijn dood voorzien van nieuwe werken.

## Werken
Het werk van Valls is verre van volledig gecatalogiseerd. De volledigste lijst van door hem gecomponeerde werken lijkt de Diccionario de la Musica Labor (van J. Pena en H. Anglés, uitgegeven te Barcelona in 1954) te zijn. In deze Werke-Verzeichnis figureren tien missen, zeventien psalmen, tien inventinonen, verschillende sequenzen, dertig motetten en 141 Spaanstalige lied- en koorwerken. Van die werken is de Missa Scala Aretina het bekendst. Hierin wordt het toonsysteem van Guido van Arezzo gebruikt, een bekende, maar in de barokmuziek ongebruikelijke toonladder. Dit leidde tot een vijf jaar durende pamflettenoorlog waaraan een groot aantal Spaanse musici en componisten deelnam.

## Musicologie
Valls was behalve componist ook musicoloog. Zijn Mapa armónico toont aan dat hij meer op de Italiaanse en Franse dan op de Duitse en Engelse barok georiënteerd was.
- Bibsys: 2078116
- Biblioteca Nacional de España: XX1055010
- Bibliothèque nationale de France: cb12574955g (data)
- Catàleg d'autoritats de noms i títols de Catalunya: 981058523466506706
- Gemeinsame Normdatei: 12352766X
- International Standard Name Identifier: 0000 0000 6636 4510
- Library of Congress Control Number: n79113563
- MusicBrainz: ce1960fd-5aec-496c-b9a0-c5c953f9eed1
- Nationale Bibliotheek van Tsjechië: jx20040727013
- Nederlandse Thesaurus van Auteursnamen: 09740702X
- Réseau des bibliothèques de Suisse occidentale: 02-A003926355
- SNAC: w64j500g
- Système universitaire de documentation: 133660141
- Virtual International Authority File: 32116835
- WorldCat: E39PBJx4jDqt6TPMt3vMfTfg8C